# 22-й пехотный полк (Австро-Венгрия)

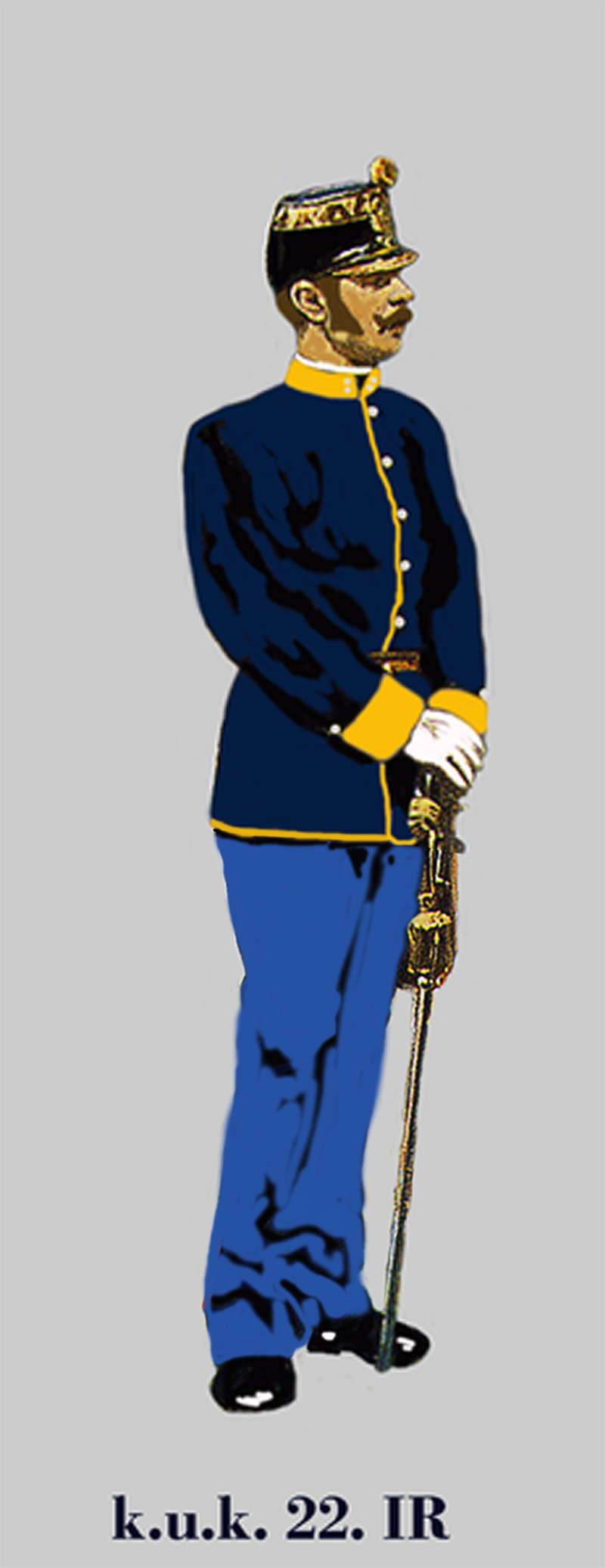
Лейтенант 22-го пехотного полка

22-й Далматинский пехотный полк (нем. Dalmatinisches Infanterie-Regiment Nr. 22, хорв. 22. dalmatinska pješačka pukovnija, словен. 22. pehotni polk) — далматинский (хорватский) пехотный полк Единой армии Австро-Венгрии.

## История
Образован в 1703 году. До 1915 года носил название 22-й далматинский пехотный полк «Фон Лаци» (нем. Dalmatinisches Infanterie Regiment «von Lacy» Nr. 22). Участвовал в австро-турецких и Наполеоновских войнах, Семилетней и Австро-итало-прусской войне, а также в подавлении Венгерского восстания. В разное время покровителями полка были:
- 1851—1870: герцог Фридрих-Август Нассау-Узинген
- 1871—1888: барон фон Вебер
- 1888—1918: граф фон Лаци

Полк состоял из 4-х батальонов: 1-й базировался в Сине, 2-й — в Заре, 3-й — в Кастельнуово, 4-й — в Тивате. Национальный состав полка по состоянию на 1914 год: 82% — хорваты и сербы, 10% — словенцы, 8% — прочие национальности.
Полк сражался на Итальянском фронте Первой мировой войны, участвуя во второй, третьей и шестой битвах при Изонцо. 7 августа 1916 2-й батальон 22-го полка атаковал итальянское местечко Саботино, но попал в окружение под Сан-Мауро. Батальон отражал атаки итальянцев, пока не закончились боеприпасы, и только потом сдался. Командир батальона подполковник Станислав Турудия был принят лично командующим 3-й итальянской армии герцогом Аостским Эммануилом Филибертом и за проявленные боевые качества получил право хранить у себя именное оружие. В десятой битве при Изонцо 22-й полк отражал атаки 60-й итальянской пехотной дивизии.
В ходе так называемых реформ Конрада с июня 1918 года число батальонов было сокращено до трёх: остались только 1-й, 4-й и 5-й батальоны.

## Командиры
- 1859—1865: полковник Йозеф Коппи[14]
- 1865—1873: полковник Эдуард Эрхардт[15]
- 1873—1879: полковник Карл Белльмонд
- 1879: полковник Людвиг Янский[16]
- 1903: полковник Раймунд Доманский
- 1904—1905: полковник Виктор фон Хуэпах цу Рид, Циммерлен унд Хазельбург
- 1906—1907: полковник Душан Велебит
- 1908—1911: полковник Алоис Вацек[17]
- 1912—1913: полковник Феликс Адриан
- 1914: полковник Рудольф Штрайт[2]